# Дельтоидальный гексеконтаэдр
Дельтоида́льный гексеконта́эдр (от «дельтоид» и др.-греч. ἑξήκοντα — «шестьдесят», ἕδρα — «грань») — полуправильный многогранник (каталаново тело), двойственный ромбоикосододекаэдру. Составлен из 60 одинаковых выпуклых дельтоидов.
Имеет 62 вершины. В 12 вершинах (расположенных так же, как вершины икосаэдра) сходятся своими наименьшими углами по 5 граней; в 20 вершинах (расположенных так же, как вершины додекаэдра) сходятся своими наибольшими углами по 3 грани; в остальных 30 вершинах (расположенных так же, как вершины икосододекаэдра) сходятся своими средними по величине углами по 4 грани.

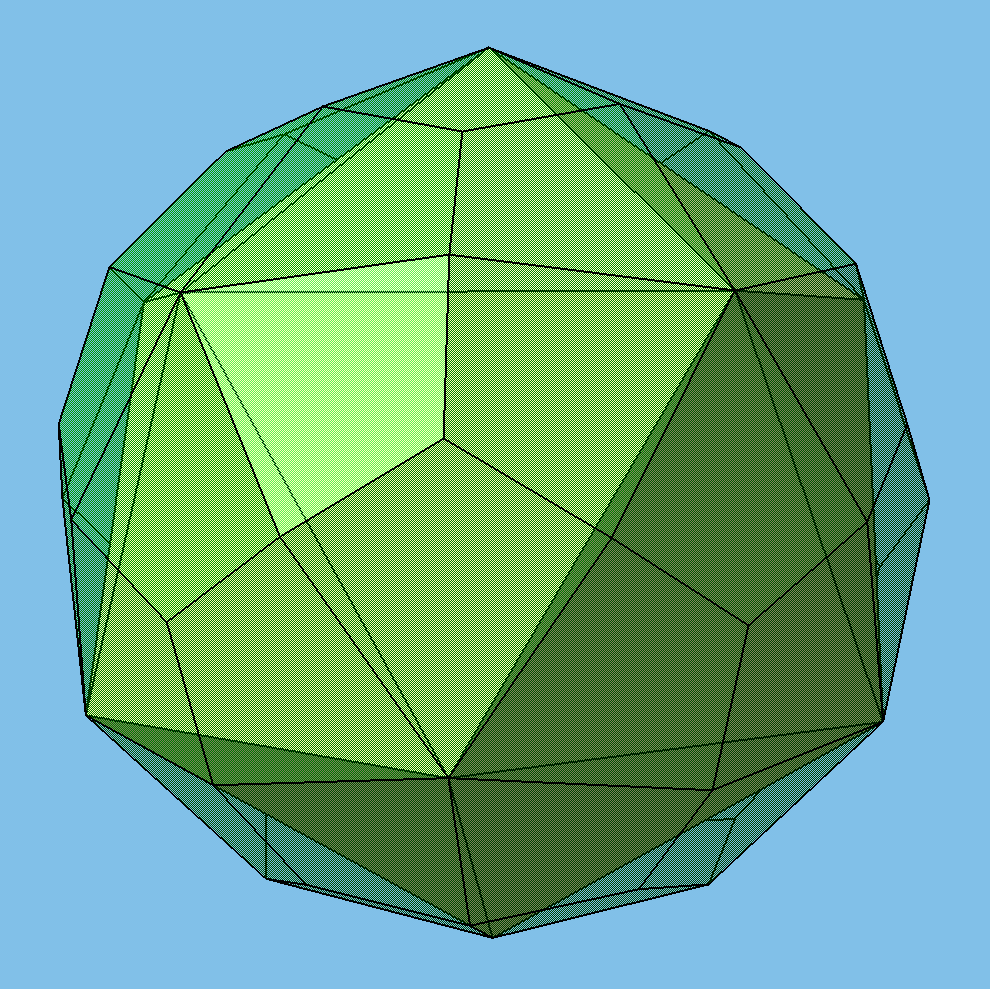
12 вершин расположены так же, как вершины икосаэдра
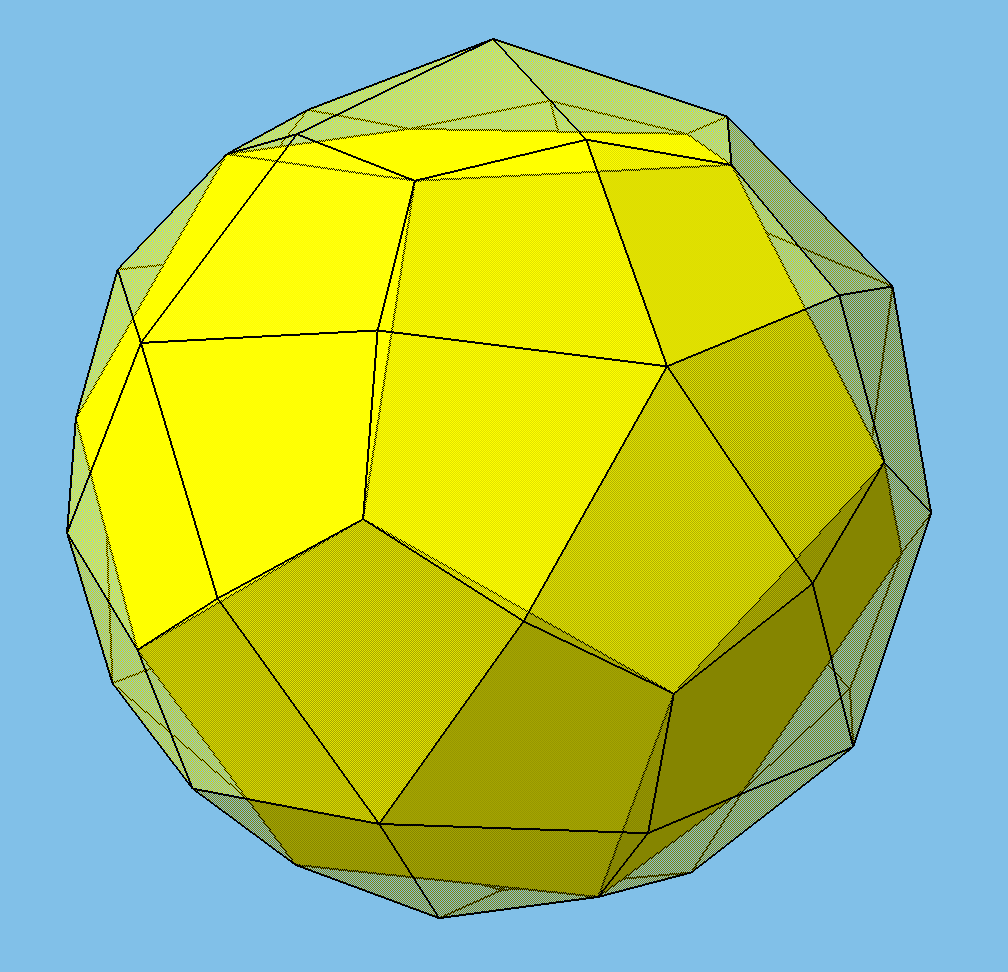
20 вершин расположены так же, как вершины додекаэдра
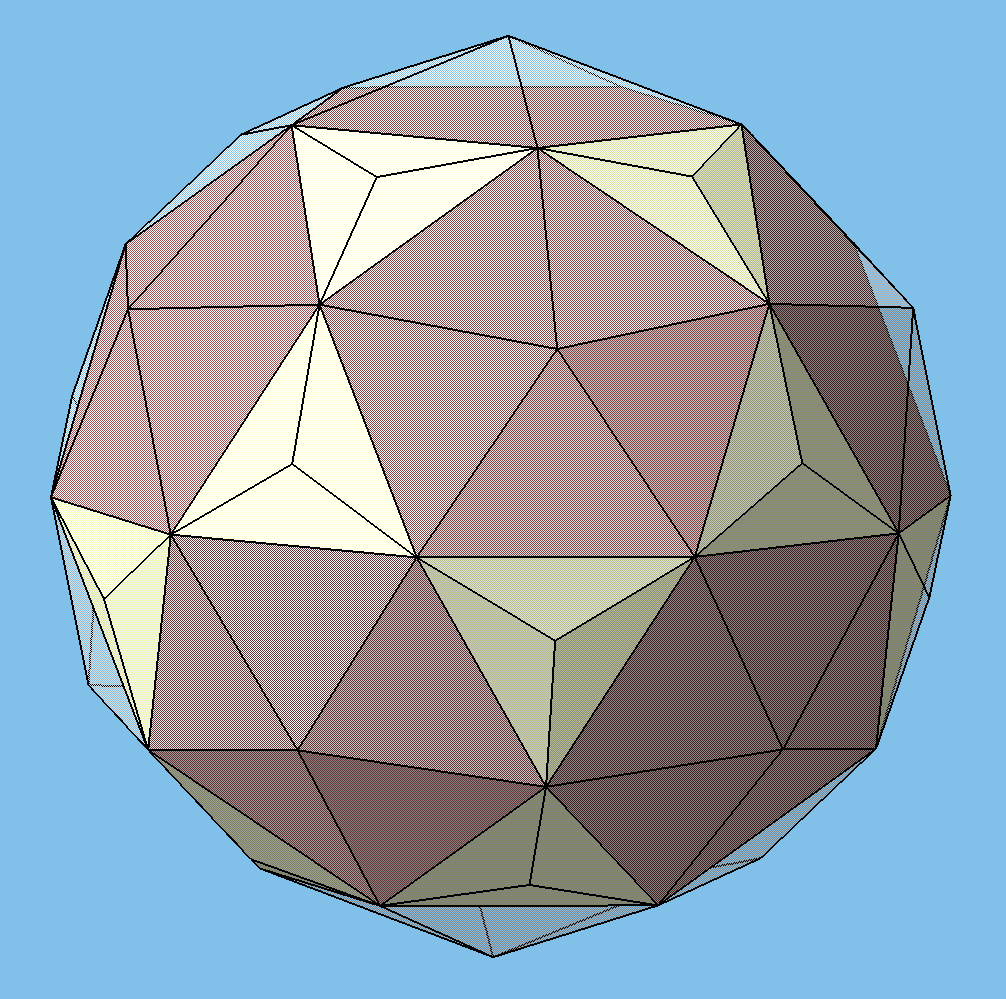
30 вершин расположены так же, как вершины икосододекаэдра

Имеет 120 рёбер — 60 «длинных» (вместе образующих нечто вроде «раздутого» остова икосаэдра) и 60 «коротких» (образующих «раздутый» остов додекаэдра).
Дельтоидальный гексеконтаэдр — одно из шести каталановых тел, в которых нет гамильтонова цикла; гамильтонова пути для всех шести также нет.

## Метрические характеристики и углы

Грань дельтоидального гексеконтаэдра

Если «короткие» рёбра дельтоидального гексеконтаэдра имеют длину {\displaystyle b}, то его «длинные» рёбра имеют длину
{\displaystyle a={\frac {1}{6}}\left(7+{\sqrt {5}}\right)b\approx 1{,}5393447b.}
Площадь поверхности и объём многогранника при этом выражаются как
{\displaystyle S={\sqrt {10\left(437+185{\sqrt {5}}\right)}}\;b^{2}\approx 92{,}2319129b^{2},}
{\displaystyle V={\frac {1}{3}}{\sqrt {2\left(14765+6602{\sqrt {5}}\right)}}\;b^{3}\approx 81{,}0041436b^{3}.}
Радиус вписанной сферы (касающейся всех граней многогранника в их инцентрах) при этом будет равен
{\displaystyle r={\frac {1}{2}}{\sqrt {{\frac {1}{205}}\left(2855+1269{\sqrt {5}}\right)}}\;b\approx 2{,}6347977b,}
радиус полувписанной сферы (касающейся всех рёбер) —
{\displaystyle \rho ={\frac {1}{20}}\left(25+13{\sqrt {5}}\right)b\approx 2{,}7034442b,}
радиус окружности, вписанной в грань —
{\displaystyle r_{\Gamma \mathrm {P} }={\sqrt {\rho ^{2}-r^{2}}}={\frac {1}{2}}{\sqrt {{\frac {1}{410}}\left(317+127{\sqrt {5}}\right)}}\;b\approx 0{,}6053525b,}
меньшая диагональ грани (делящая грань на два равнобедренных треугольника) —
{\displaystyle e={\sqrt {{\frac {1}{10}}\left(25+2{\sqrt {5}}\right)}}\;b\approx 1{,}7167451b,}
бо́льшая диагональ грани (делящая грань на два равных треугольника) —
{\displaystyle f={\frac {1}{3}}{\sqrt {{\frac {1}{5}}\left(75+31{\sqrt {5}}\right)}}\;b\approx 1{,}7908292b.}
Описать около дельтоидального гексеконтаэдра сферу — так, чтобы она проходила через все вершины, — невозможно.
Наибольший угол грани (между двумя «короткими» сторонами) равен {\displaystyle \arccos \left(-{\frac {5+2{\sqrt {5}}}{20}}\right)\approx 118{,}27^{\circ };} наименьший угол грани (между двумя «длинными» сторонами) {\displaystyle \arccos \,{\frac {9{\sqrt {5}}-5}{40}}\approx 67{,}78^{\circ };} два средних по величине угла (между «короткой» и «длинной» сторонами) {\displaystyle \arccos \,{\frac {5-2{\sqrt {5}}}{10}}\approx 86{,}97^{\circ }.}
Двугранный угол при любом ребре одинаков и равен {\displaystyle \arccos \left(-{\frac {19+8{\sqrt {5}}}{41}}\right)\approx 154{,}12^{\circ }.}